# Manuel Štrlek
Manuel Štrlek, född den 1 december 1988 i Zagreb i dåvarande SR Kroatien i SFR Jugoslavien, är en kroatisk handbollsspelare (vänstersexa). Han var med och tog OS-brons 2012 i London.

## Klubbar
- RK Zagreb (2006–2012)
- KS Kielce (2012–2018)
- Veszprém KC (2018–2023)
- RK Nexe (2023–)